# لالینگ
لالینگ (به آلمانی: Lalling) یک شهر در آلمان است که در دگندورف واقع شده‌است.

## خصوصیات
لالینگ ۲۷٫۹۴ کیلومترمربع مساحت دارد ۴۴۶ متر بالاتر از سطح دریا واقع شده‌است.

## خواهرخوانده
شهر Remy خواهرخواندهٔ لالینگ هست.